# Stirothrinax cribbatus
Stirothrinax cribbatus är en tvåvingeart som beskrevs av Günther Enderlein 1942. Stirothrinax cribbatus ingår i släktet Stirothrinax och familjen Pyrgotidae. Inga underarter finns listade i Catalogue of Life.